# David Ovejero
David Ovejero fue un destacado empresario y político salteño, gobernador de su provincia y senador nacional.

## Biografía
David Ovejero González nació en 1859 en la ciudad de Salta, provincia de Salta, República Argentina, hijo de Sixto Ovejero Zerda y de su segunda esposa Florencia González Sarverri.
Su padre junto a su tío Querubín Ovejero eran propietarios del ingenio Ledesma, base de su riqueza y creciente poder político.
Estaba ligado por negocios y familia al clan de los Zerda y los Usandivaras, enfrentado al viejo clan de los Ortiz. El poder de los Ovejero Zerda se originaba en la labor de José Ramírez Ovejero González, quien casó en 1816 con María Antonia Zerda Urristi, tía de Ángel Zerda, y en 1830 fundó el ingenio Ledesma en la provincia de Jujuy.

### Ingenio Ledesma
En 1886, la muerte de Querubín decidió a Sixto llevar a remate la empresa familiar, Ovejero Hnos.. La productividad estimada de Ledesma era de 150.000 arrobas de azúcar entre los meses de junio y octubre (unos m$n 525.000) y 5.000 barriles de aguardiente, sin contar la miel y otros derivados elaborados a partir de la caña.
El 31 de marzo de 1889 la compañía fue adquirida a los herederos de Querubín por la suma de m$n 644.000 por una sociedad compuesta por Ángel Zerda, David Ovejero González y el propio Sixto.
Para 1889 la población de trabajadores y sus familias asentada en el Ingenio Ledesma superaba los 1500 habitantes y generaba dificultades operativas y legales inmanejables para las autoridades del Ingenio. En vista de las demoras que implicaba la fundación de un pueblo y cabecera de Departamento, a fines de ese año la Compañía y el gobierno jujeño acordaron formar una Corporación, la "Corporación Municipal Ingenio Ledesma", que si bien dependería del aporte económico de la provincia, sería administrada por los dueños y empleados del ingenio, quienes deberían rendir cuenta anual de los gastos.
El 1 de enero de 1890 asumió como primer presidente José Ovejero. En junio falleció en Buenos Aires por lo que asumió el cargo David Ovejero, el cual mantuvo hasta el 3 de noviembre de 1895, cuando se dedicó de lleno a la política y fue reemplazado por Roberto Stuart.
El 28 de diciembre de 1899 fue fundado el Pueblo Ledesma, posteriormente llamado Libertador General San Martín (Jujuy), sobre "136.900 metros cuadrados de terrenos donados a la provincia por el doctor David Ovejero, por sí y sus socios propietarios, para la fundación de un pueblo nuevo en Ledesma"
El Ingenio Ledesma constituía la mayor fuente de riqueza y consiguientemente de poder político del norte argentino: en 1900, aun cuando sus ingresos habían disminuido, el ingenio produciría alrededor de m$n 315.000, el equivalente a un 82,87% del presupuesto de la provincia de Jujuy (m$n 380.109,38), y un 59.65% del de la provincia de Salta (m$n 528.005,04).

### El clan Ovejero Zerda regresa al poder
En 1900, mientras gobernaba Pío Uriburu en medio de un estancamiento industrial y comercial por la crisis general del país y la caída de las exportaciones de ganado en pie a Chile, el escenario político de Salta comenzaba a organizarse alrededor de dos facciones principales, una encabezada por el doctor Carlos Costas, quien procuraba reorganizar el Partido Autonomista Nacional en la provincia, y la otra encabezada por David Ovejero que impulsaba la candidatura a gobernador de su tío Ángel Zerda procurando sumar a grupos políticos dispersos (hombres de Pío Uriburu, quien pese a su oposición al clan Ovejero Zerda procuraba mantener una prescindencia formal, políticos conservadores, dirigentes de radicalismo local e incluso algunos miembros del socialista Partido Obrero).
El 17 de junio de 1900, en casa de David Ovejero, quedó conformada la comisión de apoyo a la candidatura de Zerda, que integraban el diputado nacional Arturo León Dávalos (presidente), Miguel S.Ortiz (también vicepresidente 1° de la Comisión Directiva de la Unión Cívica Radical), Sidney Tamayo y David Ovejero (vicepresidentes 1°, 2° y 3° respectivamente), Julio Cornejo, Bernardo Frías y Carlos Arias (secretarios), y los vocales Marcelino Sierra, Teodoro Uriburu, Manuel Sosa, Victorino Solá, Viterman del Prado, Julio Güemes, Enrique González, Manuel Avellaneda, Manuel Solá, Ignacio Ortíz, Daniel Goytea, Pedro Ignacio López, Vicente Diez, Lisardo Alemán, Ángel Sánchez, Manuel Landívar, Ricardo Isasmendi y Amadeo Vélez.
El clan Uriburu finalmente decidió apoyar a Zerda. El 29 de junio de 1900 en el Gran Hotel una convención ratifico la candidatura de Zerda y se procedió a integrar la conducción de la nueva agrupación política denominada "Partidos Unidos".
La presidencia honoraria quedaba a cargo del senador nacional Antonino Díaz y de Arturo León Dávalos y la efectiva en manos de Samuel Uriburu. Las vicepresidencias quedaban a cargo de David Ovejero, Felipe Arias y Manuel Anzoátegui, las secretarias eran ejercidad por Julio Torino, Adrián Cornejo, Justiniano Arias y Emilio Sylvester y la tesorería a cargo de Sixto Ovejero.
El 20 de febrero de 1901 Ángel Zerda devolvería finalmente al poder a su clan y se convertía en gobernador de Salta en reemplazo de Pío Uriburu. La revista Caras y Caretas lo describía como "uno de los hombres más conocidos en el alto comercio de aquella lejana provincia" a la que estaba vinculado "estrechamente por su familia y por su cuantiosa fortuna".

### Gobernador
El 20 de febrero de 1904 David Ovejero González se convertía en el nuevo gobernador de Salta reemplazando a Zerda, quien asumía la vicegobernación.
Apenas asumir debió enfrentar un fuerte desequilibrio fiscal. Las primeras medidas a efectos de resolver la situación presupuestaria consistieron en una rebaja de los sueldos de los jueces, ministros y del gobernador mismo del 10,15 y del 20% respectivamente. Posteriormente disolvió la banda de música provincial y estableció talleres en la penitenciaría cuyo producto ingresaba a las cuentas fiscales.
Auxiliado eficazmente por el Consejo de Higiene de Salta debió afrontar una epidemia de peste bubónica. Durante su gobierno se aprobó por la Legislatura la Ley N.º 4693 para la construcción del Ferrocarril al Pacífico, cuya construcción partiría de Rosario de Lerma y se internaría por la Quebrada del Toro hasta Huaytiquina, límite con Chile.
A fines de 1905 David Ovejero decidió pasar al Senado de la Nación Argentina y pretendió imponer como futuro gobernador a su suegro Francisco J. Ortiz, y ante el rechazo, a Luis Linares Usandivaras. La primera oposición fue dentro del clan, por parte del exdiputado Ángel M. Ovejero, pero pronto fue encabezada por el antiguo Ministro de Hacienda de Ángel Zerda, el político y empresario Robustiano Patrón Costas, quien ese año enfrentaría al clan conformando una nueva fuerza política con el nombre de "Unión Popular"
Patrón Costas afirmaría refiriéndose a Ángel Zerda, al gobernador David Ovejero, y al candidato a sucederlo en la gobernación Luis Linares Usandivaras que "una familia se ha adueñado del poder y ha ocupado todas las posiciones de alguna importancia" para defender "los intereses de la familia o las conveniencias particulares de cada uno de sus miembros". Así, "convertida la Provincia en feudo y convencidos de que espigaban en campo propio, han cerrado sus filas y por eso es que hoy en la contienda solo pueden presentar sus legiones de magistrados, funcionarios de policías y coroneles de campaña".
Agregaba que "se llega a declarar por el órgano oficial que los empleados públicos tienen el deber y la obligación de sostener al gobierno porque 'deben estar con el amo que les da de comer". Poco después un grupo de ciudadanos salteños denunciaba al Ministro del Interior que el gobierno de la provincia de Salta buscaba en los hechos suprimir el derecho del sufragio y "...substituirlo por la voluntad caprichosa e ilegal del círculo gobernante, compuesto en su inmensa mayoría por los miembros de una sola familia".
Pero a pesar de todo, el 20 de noviembre de 1906 David Ovejero asumía la banca en el senado, siendo reemplazado por el vicegobernador Zerda para finalizar su período, mientras que la aceptación de la candidatura a diputado nacional por parte de Ignacio Ortiz despejaba el camino a Linares Usandivaras.
Con las gobernaciones sucesivas de Ángel Zerda, David Ovejero, Luis Linares y Avelino Figueroa el gobierno de la provincia de Salta estará controlado por los propietarios del ingenio Ledesma, hasta que en 1911 surgiría la Nueva Compañía Azucarera Ledesma, propiedad de Enrique Wollman y Carlos Descalsse.

### La Galería

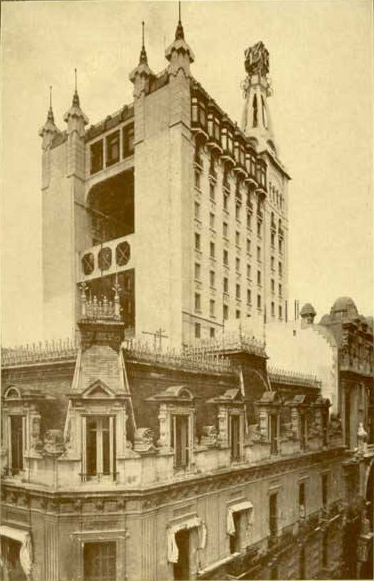
La galería Güemes (1916)

Junto a su coprovinciano Emilio San Miguel y el Banco Supervielle, David Ovejero fue el responsable de construir el primer rascacielos de la ciudad de Buenos Aires, el de la Galería General Güemes, considerada una de las obras cumbres del Art nouveau.
El emprendimiento conectaría las calles Florida y San Martín mediante una galería de 116 metros y fue encomendado al arquitecto italiano Francisco Gianotti, quien contaría con un presupuesto de diez millones de pesos fuertes. Iniciada su construcción en 1913, el costo de la obra se disparó rápidamente a 15 millones de pesos fuertes lo que se vio agravado por el hundimiento por un submarino alemán del barco que traía los mármoles italianos para la fachada.
Casi en la bancarrota, David Ovejero pudo al menos asistir a la inauguración de la obra el 15 de diciembre de 1915, a la cual asistieron el presidente Victorino de la Plaza y descendientes de Martín Miguel de Güemes. El edificio contaba entonces con catorce pisos, cuatro cuerpos, un teatro, dos restaurantes, una sala de fiestas (que funcionaría como lujoso cabaret), 350 oficinas, 40 departamentos para vivienda y el ascensor más veloz de la ciudad. Era también el primer edificio del país construido íntegramente en hormigón armado.
David Ovejero González había casado con Candelaria Ortíz Ortíz, con quien tuvo un hijo, Sixto Ovejero Ortíz.